# Имбер, София
София Имбер Бару (8 мая 1924, Сороки, Бессарабия, Румыния — 20 февраля 2017, Каракас, Венесуэла) — венесуэльская журналистка, основатель и первый директор каракасского Музея современного искусства.

## Биография
В 1930 году, вместе со старшей сестрой Лией (1914—1981), впоследствии известным педиатром, и родителями Наумом Имбером и Анной Бару эмигрировала в Венесуэлу. Три года изучала медицину в Андском университете, затем — оставив учёбу — вернулась в Каракас и занялась журналистикой. На протяжении пятидесяти лет публиковалась в различных испаноязычных периодических изданиях разных стран. В 1944 году вышла замуж за писателя и драматурга Гильермо Менесеса (1911—1978); в этом браке родилось четверо детей. Вместе с мужем, который был на дипломатической службе, жила сначала в Колумбии (1946), затем в разных европейских странах (Франция, Бельгия), где вошла в группу венесуэльских диссидентов левой направленности. Вернувшись в Венесуэлу после развода с мужем, вновь вышла замуж за журналиста и литератора Карлоса Рангела (1929—1988), с которым организовала телепередачу «С добрым утром» и была её ведущей даже после смерти второго мужа. Вела также другие теле- и радиопередачи. Сотрудничала в основных венесуэльских газетах «El Nacional», «El Universal», «Últimas Noticias» и «Diario». Сборник её избранных статей был издан отдельной книгой «Yo la intransigente» в 1971 году.

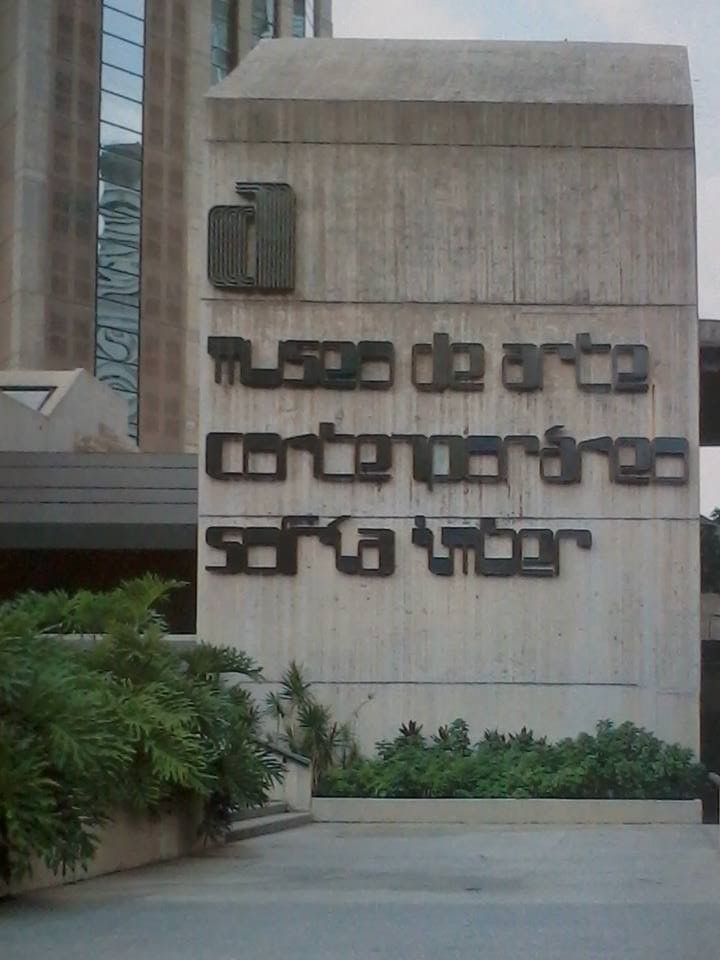
Музей Софии Имбер

В 1973 году основала и возглавила Музей современного искусства Софии Имбер (с 1990 года — Museo de Arte Contemporáneo de Caracas «Sofía Ímber», MACCSI), впоследствии переименованный. Этот музей с постоянной коллекцией в 4 тысячи экспонатов стал крупнейшим музеем современного искусства в Латинской Америке. София Имбер бессменно руководила музеем до 2001 года, когда в результате поддержки ею обращения представителей общественности против растущего в стране антисемитизма, она была указом Уго Чавеса уволена с поста директора созданного ею музея. После её увольнения ряд экспонатов музея исчез, в том числе картина Анри Матисса «Одалиска в красных брюках» (на её месте в раме была выставлена репродукция).

## Награды
София Имбер награждена рядом орденов и медалей, в том числе орденом Изабеллы Католической (дама-командор, Испания), орденом Мая (Аргентина), орденом Почётного легиона (Франция), орденом Гражданских заслуг (Испания), орденом Риу-Бранку (Бразилия), орденом Габриэлы Мистраль (Чили), орденом «За заслуги перед Итальянской Республикой», орденом Бояки (Колумбия), орденом Ацтекского орла (Мексика), орденом Освободителя (Венесуэла).